# Марк Бернс (пастор)
Джон Марк Бернс (народився 21 вересня 1979) — американський євангельський служитель, телеєвангеліст і політик, який є пастором Harvest Praise & Worship Center у Південній Кароліні. Він був раннім прихильником Дональда Трампа під час президентських виборів у Сполучених Штатах у 2016 році, а до 2023 року був членом правління організації Пастори за Трампа.
Бернс невдало балотувався до Палати представників Сполучених Штатів у 4-му конгресовому окрузі Південної Кароліни у 2018 та 2022 роках . Також невдало балотувався від 3-го конгресового виборчого округу на виборах 2024 року. Співзасновник телевізійної мережі NOW. 

## Молодість і освіта
Бернс недовго відвідував Південний Весліанський університет, потім перевівся до Технічного коледжу трьох округів і далі до Університету Північного Грінвіля, де він навчався протягом одного семестру, перш ніж кинути навчання.  

### Заяви про освіту
Бернс стверджував, що отримав ступінь бакалавра наук в Університеті Північного Грінвіля  і стверджував, що шість років служив в резерві армії США. В серпні 2016 року ці заяви були спростовані CNN. Бернс відвідував Університет Північного Грінвіля один семестр і не отримав наукового ступеня. З 2001 по 2005 рік Бернс служив у Національній гвардії армії Південної Кароліни, а не в армійському резерві.  Бернс сказав, що неправдиві заяви про його життя на його веб-сайті були результатом злому сайту. Пізніше він зізнався, що збрехав про свою освіту, але сказав, що на нього напали, тому що він «темношкірий, який підтримує Дональда Трампа в президенти».

## Кар'єра

### Релігійна кар'єра
Після роботи в McDonald's Бернс заснував церкву в Ізлі, Південна Кароліна, а потім перейшов до телепроповідування.

### Президентська кампанія Дональда Трампа 2016 року
Журнал Time назвав Бернса «провідним пастором Дональда Трампа», а Yahoo! News назвали його одним із «16 людей, які сформували президентські вибори 2016 року». Бернс сказав, що зазвичай голосував за демократів, що включало підтримку Барака Обами на президентських виборах 2008 року, сказавши: «Мені не соромно сказати, що як темношкірий я хотів, щоб перший темношкірий прийшов на посаду». Пізніше він сказав, що в 2016 році він «побачив світло». Про Трампа він сказав: «Він розумна людина. Він знає справжність. Я вірю, що він знає і розпізнає істинний характер».
На мітингу Трампа в Північній Кароліні Бернс сказав, що кандидата в президенти від Демократичної партії Берні Сандерса, єврея, "треба врятувати". Пізніше Бернс повернувся до своєї заяви та сказав, що не мав на меті критикувати юдаїзм і що його зауваження «не мали нічого спільного з вірою чи релігією [Сандерса] чи наверненням у християнство».
Бернс виголосив благословення в перший день Національного з'їзду Республіканської партії 2016 року. Перед молитвою він звернувся до з'їзду, назвав Трампа "людиною Божою" і закликав республіканців не нападати один на одного, назвавши Гілларі Клінтон і Демократичну партію "ворогами". Критики послання, включно з Міжконфесійним альянсом, звинуватили Бернса у залученні Бога в партійну політику. Пізніше, відповідаючи на обурення, він сказав: «Якби я міг повернутися назад і використати інші формулювання, я б не сказав «ворог», я б сказав «політичні опоненти»» 
У серпні 2016 року Бернса розкритикували після ретвіту цифрової обробки зображення Гілларі Клінтон з перефарбованим в чорне обличчям. Пізніше Бернс заявив: «Я молився, щоб ті, кого я образив, дійсно отримали... щирі вибачення», додавши, що він вважає, що Демократична партія використовує темношкірих людей для голосів.

### Вибори в Палату представників США у 2018 році
У лютому 2018 року Бернс виставив свою кандидатуру в 4-му конгресовому окрузі Південної Кароліни на вибори 2018 року. Він балотувався на місце Трея Гоуді, який залишав Конгрес, в якому був з 2011 року. Бернс програв у першому турі, отримавши 2,48% голосів.

### Вибори в Палату представників США у 2022 році
У 2022 році Бернс безуспішно кинув виклик чинному Вільяму Тіммонсу на первинних виборах від Республіканської партії в 4-му конгресовому окрузі Південної Кароліни. Бернс отримав 23,8% голосів.

### Вибори в Палату представників США у 2024 році
У 2024 році Бернс подав заявку на участь у виборах у 3-му виборчому окрузі Південної Кароліни на виборах 2024 року, і його підтримав кандидат в президенти Дональд Трамп. На первинних виборах Бернс посів перше місце, отримавши 33,2% голосів. Не набравши понад 50% голосів і вигравши праймеріз у Південній Кароліні, Бернс пройшов у другий тур із практикуючою медсестрою Шері Біггз, де вона перемогла його з відривом в усього 2% і стала кандидатом від Республіканської партії 25 червня.

## Погляди

### Вибори 2020 року
У листопаді 2020 року, під час президентських виборів 2020 року, Бернс заявив про шахрайство на виборах. Він твітнув своє занепокоєння щодо «тих, хто прагне підірвати священний виборчий процес у нашій демократії», і сказав, що «президент Трамп явний переможець президентських виборів 2020 року». 

### Штурм Капітолія США
Після атаки на Капітолій Сполучених Штатів 6 січня Бернс був одним із тих, хто висунув ідею про те, що відповідальність за атаку несуть люди, пов’язані з антифа.

### ЛГБТ
У 2022 році в інтерв’ю ультраправій інтернет-особистості Стью Пітерсу Бернс закликав до арешту батьків, які підтримують дітей-трансгендерів, порівнюючи їх і про-ЛГБТ-вчителів з лідерами Гітлерюгенду . Крім того, він закликав засудити їх за державну зраду, нагадавши Пітерсу, що покаранням за державну зраду є смерть.

## Відвідини України
Навесні 2025 року відвідав Україну на запрошення головного рабина України Моше Асмана. Моше Асман представив Марка Бернса як особистого духовного радника Президента Дональда Трампа. За ним це повторили багато ЗМІ.
Під час візиту Марк Бернс відвідав Бучу, Ірпінь, Бородянку і Кривий Ріг.

## Особисте життя
Бернс і його колишня дружина Томара Бернс мають двох дітей. Бернс має трьох дітей від окремого попереднього шлюбу і був вітчимом двох дітей Томари від попередніх стосунків. 